# Жабриця смовдяна
Жабриця смовдяна (Seseli peucedanoides) — вид квіткових рослин родини окружкових (Apiaceae).

## Біоморфологічна характеристика
Це багаторічна рослина 20–100 см заввишки, світло-зелена. Стебло гранисто-борозенчасте, голе, порожнисте, зверху облистнене, вгорі з небагатьма прямовисними гілками. Листки в контурі довгасті, нижні на довгих ніжках, двічі перисторозсічені, з перистоподільними сегментами; верхні листки зменшені. Парасольки з 10–20 не однаковими голими променями. Плід довгастий, ≈ 3 мм завдовжки.

## Поширення
Євразія від Франції до північно-західного Ірану.
В Україні вид зростає у дубових лісах, серед чагарників – у Донецькому Лісостепу (Торезький г/с, балка Глуха, Тимірязівське лісництво).